# Teatrul Municipal „Matei Vișniec” din Suceava

Teatrul Municipal „Matei Vișniec” din Suceava

Teatrul Municipal „Matei Vișniec” (abreviat TMMVS) este o instituție publică culturală din municipiul Suceava, înființată în anul 2015 și aflată în subordinea Primăriei și Consiliului Local Suceava. Teatrul funcționează într-o clădire situată pe strada Dragoș Vodă nr. 1, în centrul orașului, împreună cu Cinematograful „Modern”, deschis în anul 1959.

## Istoric
Primul teatru profesionist din județul Suceava este înființat în iulie 1984, ca secție a Teatrului Național „Vasile Alecsandri” din Iași. Noua instituție de cultură apare la inițiativa scriitorului Mircea Radu Iacoban (directorul Naționalului ieșean din perioada 1979–1990), a profesorului Alexandru Toma (președintele Comitetului județean Suceava pentru cultură și educație socialistă) și a actorului Octavian Cotescu, botoșănean la origini, pe atunci rector al Institutului de Artă Teatrală și Cinematografică (IATC) București. Pe 8 decembrie 1984, în sala mare a Casei de Cultură, 800 de spectatori asistă la primul gong al Teatrului Municipal Suceava, spectacolul inaugural pus în scenă fiind piesa Cabana de Mircea Radu Iacoban. Echipa inițială de tineri actori profesioniști repartizați la Suceava este formată din Carmen Tănase, Adrian Păduraru, Radu Duda – nume care au devenit cunoscute publicului larg din România, alături de Carmen Ciorcilă, Răzvan Popa, Mioara Ifrim, Constantin Florea, Ada Gârțoman, Cristian Rotaru, Sebastian Comănici, Liviu Manoliu. Postul de regizor este ocupat de Cristina Ioviță.

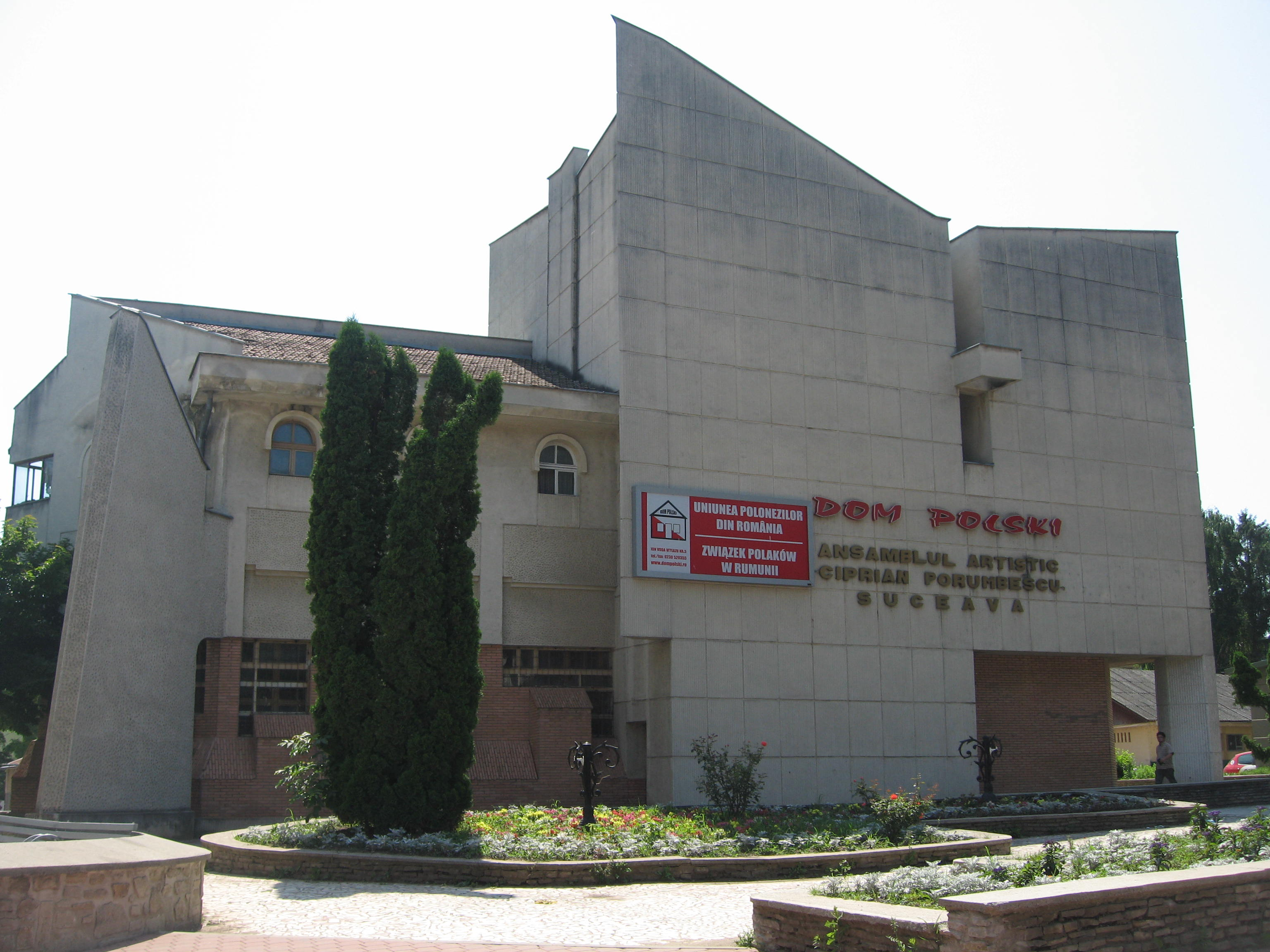
Casa Polonă, sediul Teatrului Municipal Suceava între 1985–1990

Întrucât noul teatru avea nevoie de un spațiu propriu, autoritățile locale hotărăsc atribuirea clădirii Dom Polski din centrul orașului ca sediu al Teatrului Municipal. Edificiul ce a aparținut comunității poloneze până la naționalizare este reconstruit și extins, în septembrie 1985 fiind inaugurat ca teatru, cu spectacolul Deșteptarea primăverii de Frank Wedekind. Încă de la început, sunt înscrise în repertoriu piese care se bucură de aprecierea publicului, jucate atât la Suceava, cât și în turneu, programul de stagiune fiind unul variat și destul de bogat: Doi pe un balansoar (adaptare după William Gibson), Ultima cursă (de Horia Lovinescu), O dragoste nebună, nebună, nebună (Tudor Popescu), Adio, studenție! (Alexander Vampilov), Năpasta (Ion Luca Caragiale), Urmărirea (Horton Foote) etc.
Viața primului teatru profesionist de la Suceava a fost de scurtă durată, numai cinci ani, perioadă în care au fost montate și jucate 11 premiere, două recitaluri actoricești și un spectacol aniversar – a suta reprezentație cu piesa Nu sunt Turnul Eiffel a Ecaterinei Oproiu – bilanțul total ridicându-se la peste 1.000 de spectacole. În februarie 1990, Teatrul Național din Iași desființează secția suceveană, după ce aceasta traversase câțiva ani dificili, mai ales 1988 și 1989, marcați de lipsuri materiale, despre care Alexandru Toma își amintește: „Clădirea teatrului devine lipsită de fonduri de întreținere, nu i se mai dădea agent termic, avea dese întreruperi de curent electric în timpul spectacolelor, condiții în care tinerii actori încep să părăsească Suceava.” La rândul său, Mircea Radu Iacoban, cel care încă ocupa funcția de director la Iași, rememorează momentul în care teatrul sucevean își încetează activitatea: „Prima hotărâre a Comitetului Revoluționar de la Teatrul Național (din care, desigur, directorul nu făcea parte) a fost desființarea Secției Suceava. Cu jale în suflet, a trebuit să semnez adresa prin care se distrugea tot ce atât de trudnic s-a (și am) clădit! Revoluționarii ieșeni scăpau de cheltuielile sucevene (nu-și închipuiau că dispoziția anticulturală a «autofinanțării» va fi repede abrogată) și-și «repatriau» actorii tineri – două lovituri dintr-un foc! La vremea Revoluției, multe județe au obținut ce n-au visat. Suceava a pierdut.”
Spre sfârșitul anului 2010, clădirea în care a funcționat timp de jumătate de secol Cinematograful „Modern” din Suceava, situată pe strada Dragoș Vodă nr. 1, în centrul orașului, este în mare parte demolată de autoritățile locale, pentru ca pe ruinele sale să se ridice, în următorii ani, Centrul Cultural „Bucovina”. În acest context, în februarie 2012 președintele Consiliului Județean Suceava, Gheorghe Flutur, anunță existența unei inițiative ce presupune reînființarea unui departament de teatru profesionist la Suceava. Infrastructura necesară (sediu, sală de spectacole, sală de repetiții, cabine) va putea fi disponibilă odată cu finalizarea lucrărilor la clădirea noului centru cultural. În organigramă este prevăzut un post de regizor artistic care va avea printre atribuții analizarea unor studii de piață și elaborarea unei strategii în vederea constituirii unui nucleu de teatru profesionist.

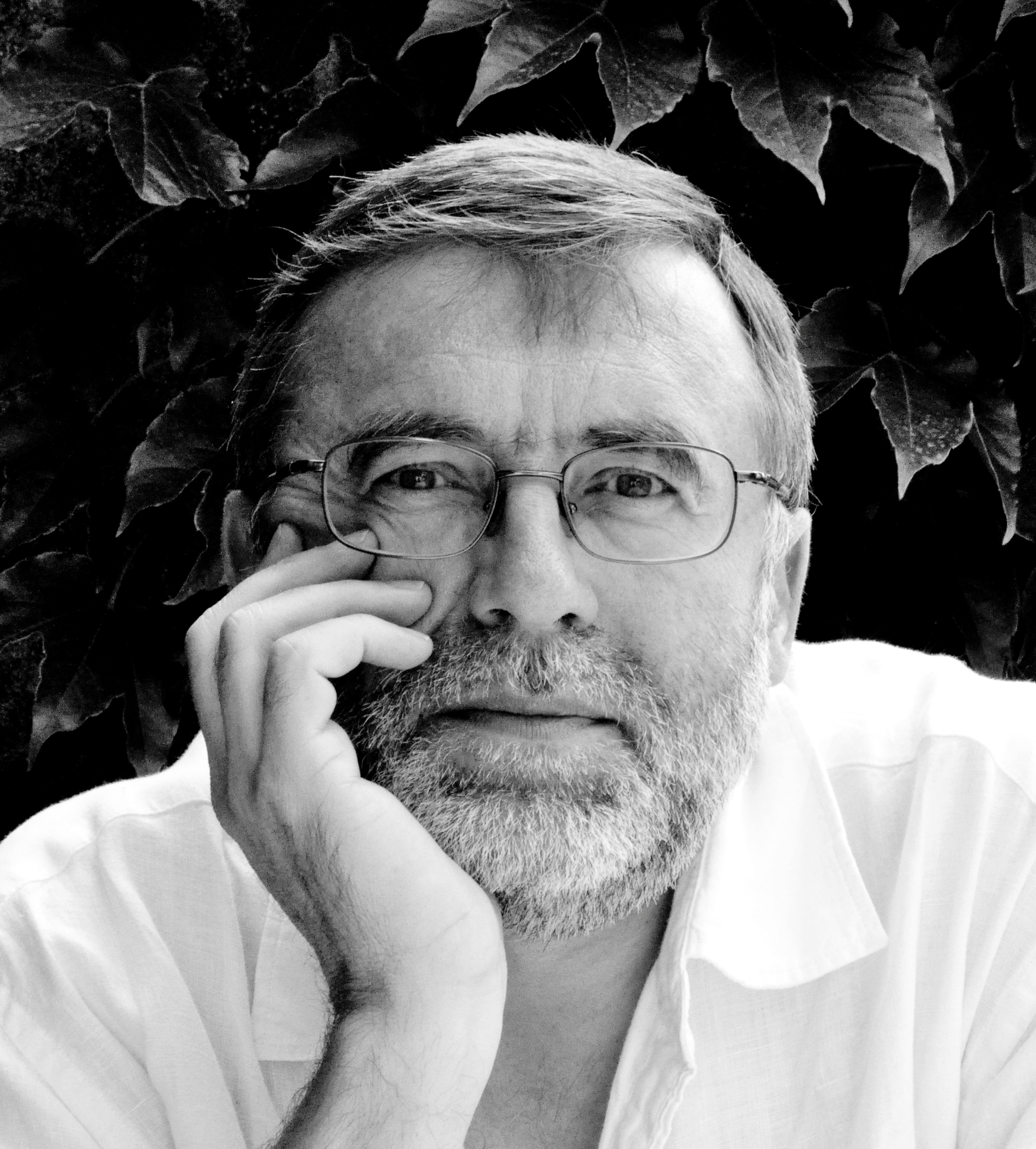
Matei Vișniec

La data de 24 septembrie 2015 Consiliul Local Suceava decide înființarea Teatrului Municipal „Matei Vișniec”, acesta urmând a fi găzduit în edificiul construit pe locul Cinematografului „Modern”. Astfel se împlinește una din vechile nevoi ale comunității, devenită stringentă de-a lungul anilor, aceea de a consuma teatru. Noua instituție poartă numele scriitorului și jurnalistului francez de origine română Matei Vișniec. Născut în 1956 la Rădăuți, în Bucovina, Matei Vișniec este unul dintre cei mai importanți dramaturgi din lume, piesele sale fiind jucate în teatre din zeci de țări și la cele mai mari festivaluri. În 2018 Ministerul Culturii din Franța l-a decorat cu titlul de Cavaler al Artelor și al Literelor, iar doi ani mai târziu Președintele Franței i-a acordat titlul de Cavaler al Ordinului Național al Meritului.
Prima întâlnire a publicului cu cei nouă actori ai Teatrului Municipal „Matei Vișniec” are loc pe 24 iunie 2016, în cadrul Zilelor Sucevei, atunci când este prezentat spectacolul-colaj Cortina sus!, cu momente inspirate din dramaturgia universală. Echipa inițială este formată din tinerii actori Delu Lucaci, Clara Popadiuc, Diana Lazăr, Cristina Florea, Cătălin Ștefan Mîndru, Cosmin Panaite, Bogdan Amurăriței, Sergiu Moraru și Bogdan Cantauz, aceștia fiind coordonați de Andrei Munteanu, cel care ocupă postul de director artistic. Un an mai târziu, după ce Bogdan Cantauz părăsește echipa, aceasta se extinde la zece actori prin cooptarea a două nume noi: Răzvan Bănuț și Horia Andrei Butnaru.

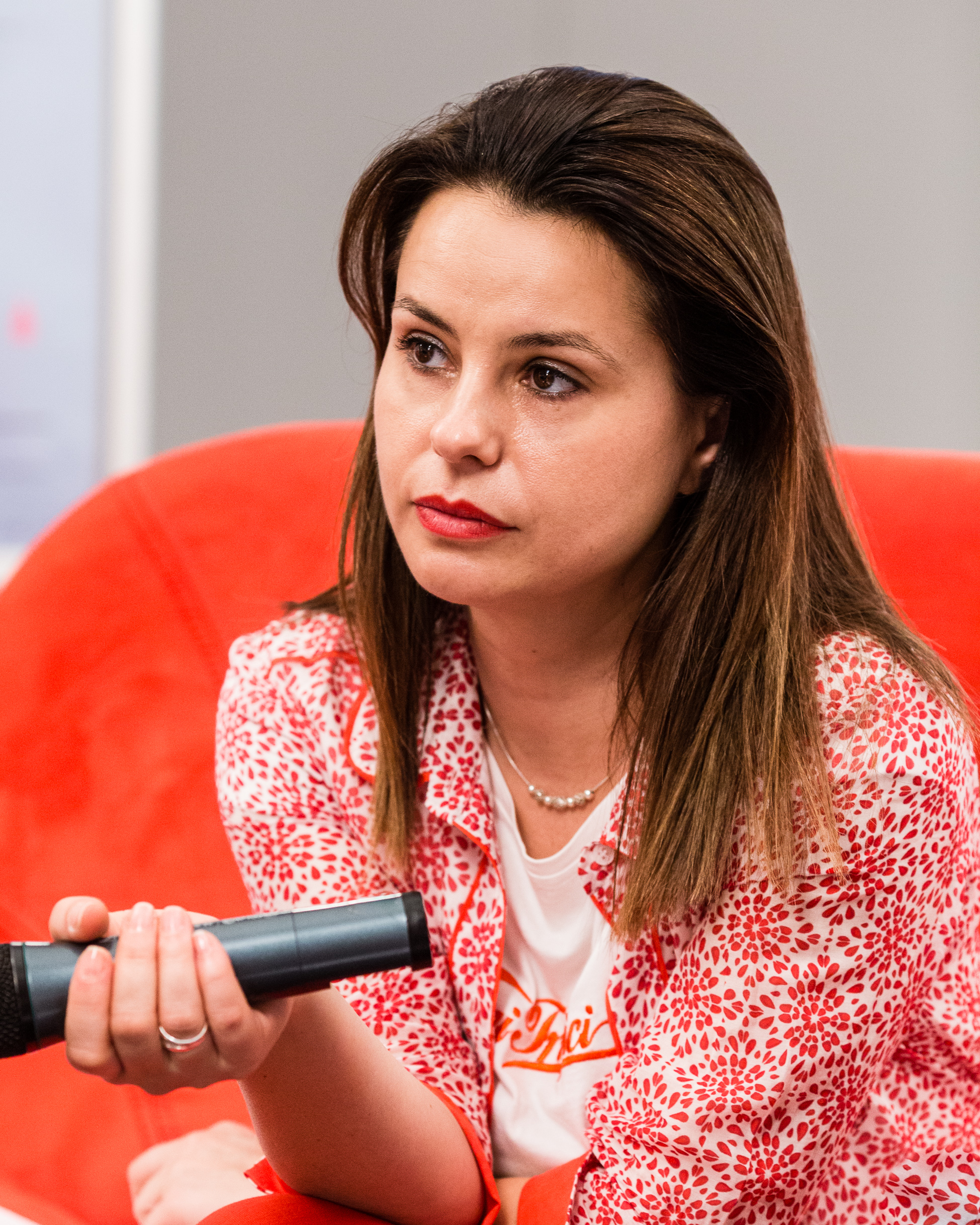
Gianina Cărbunariu

Tigrul din orașul nostru de Gianina Cărbunariu, cu regia semnată de Bobi Pricop și scenografia de Adrian Damian, reprezintă prima producție a teatrului sucevean. „Povestea pe care o imaginează Gianina Cărbunariu este simplă dar are ceva din complexitatea miturilor moderne. Un animal, o «tigresă» evadează dintr-o grădină zoologică, iar perliplul ei ca ființă liberă ne este povestit de tot felul de martori oculari, inclusiv de câteva păsări și de câteva animale. Pornind de la această aventură sinonimă cu descoperirea libertății (care se termină prost întrucât trigresa este împușcată până la urmă pe străzile orașului de forțele de ordine) Gianina Cărbunariu realizează, cu har ludic și cu elemente de fabulă filozofică, un fel de radiografie socială a unei întregi comunități”, spune Matei Vișniec despre Tigrul din orașul nostru. Avanpremiera spectacolului are loc pe 8 decembrie 2016, iar premiera – ziua următoare, în prezența autoarei. Momentul marchează deschiderea stagiunii 2016–2017, prima din istoria instituției sucevene, în care mai sunt montate spectacolele: Cărțile – fabulă urbană (de Horia Gârbea) și Trenul de noapte (adaptare după nuvela lui Ioan Groșan), ambele în regia lui Octavian Jighirgiu, monologul Singură în fața dragostei și a morții, interpretat de Clara Popadiuc, în regia lui Andrei Munteanu, Zadarnicele chinuri ale dragostei (una din comediile timpurii și mai puțin cunoscute ale lui William Shakespeare), care îi aduce pe scenă, pentru prima dată, pe toți cei nouă actori ai teatrului, plus doi colaboratori, sub coordonarea lui Alexandru Bogdan care transpune problematica piesei în actualitatea contemporană, cu accente pe cotidian și realitățile cunoscute. Tot în prima stagiune mai sunt produse spectacolele Fernando Krapp mi-a scris această scrisoare (de Tankred Dorst și Ursula Ehler), adaptat și montat de renumitul regizor Alexander Hausvater, respectiv Un playboy de peste deal, scrisă de dramaturgul irlandez John Millington Synge și pusă în scenă la Suceava de către Antonella Cornici, avându-l pe Cătălin Ștefan Mîndru în rolul principal.
În stagiunea 2017–2018, repertoriul teatrului se îmbogățește și se diversifică cu noi spectacole, între care: D-ale carnavalului (celebra comedie a lui Caragiale, regizor Tudor Lucanu), Kebab (a doua piesă de Gianina Cărbunariu pusă în scenă de Teatrul „Matei Vișniec”, de data aceasta regia aparținându-i lui Daniel Iordan), Trei surori (în care Catinca Drăgănescu propune o perspectivă modernă asupra piesei lui Cehov, limbajul scenic integrând noile tehnologii), Proștii sub clar de lună de Teodor Mazilu, montată sub îndrumarea Ancăi Bradu. Aceasta din urmă constituie totodată debutul teatrului sucevean în primul său turneu internațional, piesa fiind jucată în 4 septembrie 2018 la Paris, în prezența lui Matei Vișniec, cel care și-a dorit ca „Suceava să aibă un teatru profesionist, activ, cu o echipă de actori și un regizor care să creeze spectacole la Suceava.” Turneul este organizat de Institutul Cultural Român împreună cu Primăria Municipiului Suceava și presupune trei spectacole în cinci reprezentații date cu ocazia Zilei Limbii Române, la Paris și Laval. 
Teatrul „Matei Vișniec” este a doua instituție de profil din România (după Teatrul Maghiar de Stat din Cluj-Napoca) care colaborează cu regizorul francez Alain Timár, fondator și director al teatrului din Avignon. Acesta realizează două spectacole la Suceava: Rinocerii de Eugen Ionescu (cu premiera în 15 decembrie 2018), urmat, în primăvara lui 2023, de Occident Express, unul dintre cele mai montate texte ale lui Matei Vișniec. Alte lucrări ale cunoscutului dramaturg puse în scenă de teatrul care îi poartă numele sunt Extraterestrul care își dorea ca amintire o pijama (regia Ioan Brancu), Întoarcerea acasă (regia Botond Nagy) și Procesul comunismului prin teatru (un colocviu-lectură ce marchează trei decenii de la căderea comunismului în România). Mai mult decât atât, instituția suceveană organizează anual Zilele Teatrului „Matei Vișniec”, eveniment internațional aflat sub patronajul Ministerului Culturii, ce promovează arta interpretativă contemporană și oferă timp de o săptămână un program intens de spectacole diverse, pentru toate categoriile de public. După ce vreme de patru ani s-a desfășurat în mai multe județe din nordul țării, începând din 2017, evenimentul este găzduit de Suceava, așezând orașul pe harta artei dramatice.
Teatrul Municipal „Matei Vișniec” și-a câștigat în scurt timp o foarte bună vizibilitate în lumea teatrală la nivel național și internațional, devenind partener al altor instituții publice sau independente de cultură și artă. În primii săi opt ani de activitate a realizat peste 40 de spectacole de teatru profesionist pentru toate categoriile de spectatori. De asemenea, a avut proiecte comune cu artiști și instituții din țară și din străinătate, a participat la turnee, festivaluri și alte manifestări culturale. Teatrul are personalitate juridică proprie și funcționează sub autoritatea administrativă a Primăriei și Consiliului Local Suceava.

## Cinematograful „Modern”

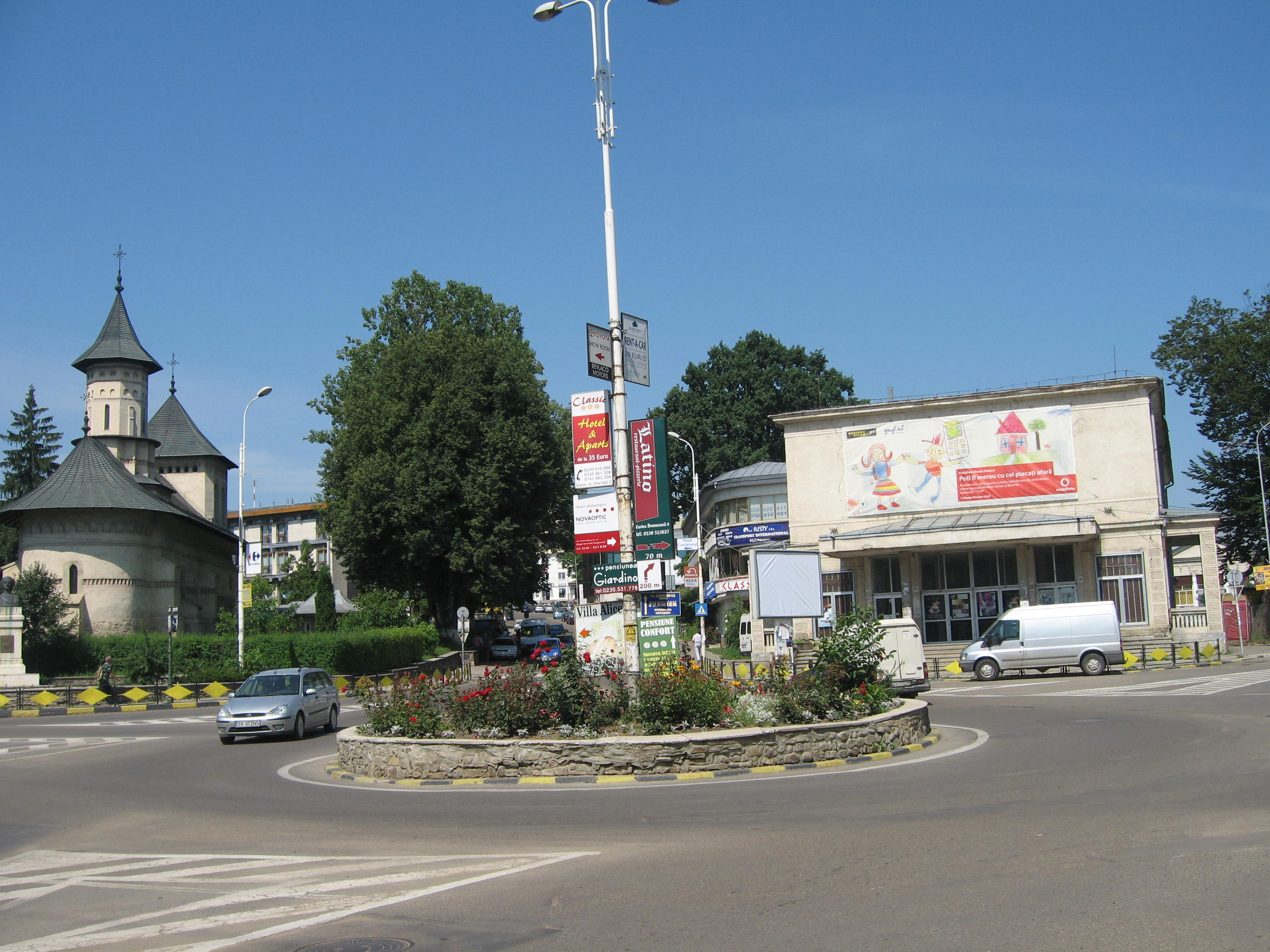
Clădirea Cinematografului „Modern” în perioada 1959–2010 și Biserica Sfântul Nicolae (în stânga)

Primele aparate de proiecție cinematografică din orașul Suceava sunt instalate în anul 1912 în localul Casei Polone (Dom Polski). În 1959 este dat în folosință Cinematograful „Modern”. Acesta este găzduit de o clădire construită într-un stil neoclasic stalinist specific epocii și ridicată special în acest scop pe un teren din centrul orașului, între Liceul „Ștefan cel Mare” și Biserica Sfântul Nicolae–Prăjescu. Având o sală cu capacitatea de 500 de locuri, vreme de jumătate de secol a constituit principalul cinematograf al Sucevei, iar clădirea sa era considerată de localnici reprezentativă pentru oraș. Ioan Aparaschivei, ultimul director al Cinematografului „Modern”, își amintește de perioada de glorie, când întreprinderea județeană a cinematografiei avea în jur de 140 de angajați în tot județul Suceava, la „Modern” lucrând 18 angajați, pe două ture – proiecționiști, casieri, controlori de bilete, plasatori: „Erau în total aproape 300 de cinematografe, dacă le punem și pe alea de la țară... aproape tot cătunul avea un aparat de proiecție și rula un film. Când venea un film bun, făceam pendel. Luam bobina de aici cu mâna și o duceam imediat la Cinematograful Tineretului... filmul începea la interval de o oră, apoi la cinematograful de la Casa de Cultură. Nu mai știam cum să ne împărțim să mulțumim sutele de oameni care veneau zi de zi la film.”
După Revoluția din 1989, numărul de spectatori scade continuu, iar după anul 2000, edificiul intră într-o stare avansată de degradare, ajungându-se ca filmele să ruleze luni în șir chiar și fără nici un spectator. Ulterior, cinematograful este închis, asemenea multor alte cinematografe din România. În 2008 clădirea „Modern”-ului este preluată de administrația locală a orașului de la Regia Autonomă a Distribuției și Exploatării Filmelor (RADEF), împreună cu Cinematograful „Arta” din cartierul Ițcani, în conformitate cu Ordonanța Guvernului nr. 7/2008.
În octombrie 2010, clădirea cinematografului este în mare parte demolată de autoritățile locale. Din vechiul edificiu este păstrată doar fațada, adică partea vizibilă din sensul giratoriu, în vreme ce partea din spate este refăcută în întregime, fiind extinsă și supraetajată, pentru a face loc unui număr mare de birouri, săli de spectacole și de repetiții. În clădirea reconstruită este programat să se instaleze Centrul Cultural „Bucovina”, care coordonează Ansamblul artistic „Ciprian Porumbescu”, Școala populară de arte și meserii „Ion Irimescu”, Centrul județean pentru conservarea și promovarea culturii tradiționale, precum și revista Bucovina Literară. Costul inițial al lucrărilor de transformare a Cinematografului „Modern” – executate de firma Civica – se ridică la circa două milioane de euro. Părțile de clădire ce au putut fi consolidate conform expertizei de rezistență sunt integrate noilor funcțiuni propuse. Zona de scenă este mărită și înălțată pentru crearea unui turn de scenă și este bordată cu spații funcționale dispuse în formă de „U”. Spațiul de deasupra sălii devine utilizabil prin folosirea unei structuri metalice ce asigură, în același timp, acoperirea. Lucrările prevăd, printre altele, montarea de instalații acustice și de sonorizare, amenajarea pardoselii, montarea de scaune, instalarea unui ecran de proiecție, păstrându-se astfel posibilitatea funcționării cinematografului. Spațiile tehnice sunt amenajate la demisol și pe terasa creată în jurul scenei pentru amplasarea centralelor de ventilație.
Lucrările durează cinci ani, fiind întârziate din cauza lipsei fondurilor. Odată finalizate, în toamna anului 2015, în noul edificiu sunt instalate Teatrul Municipal „Matei Vișniec” (proaspăt înființat) și Cinematograful „Modern” (redeschis oficial la data de 1 noiembrie). Clădirea refăcută primește denumirea de Centrul Cultural al Municipiului Suceava. Este compusă din demisol, trei etaje și mansardă, având o suprafață desfășurată de 2.500 de metri pătrați și fiind dotată cu o sală de spectacole cu 300 de locuri.
În aprilie 2022, în micul scuar din fața clădirii, este expusă sculptura „Murim spre a ne naște” aparținând artistului Ion Mândrescu, originar din Mihoveni, după ce, în prealabil, altă lucrare a sa – „Omul, timpul, spațiul” – a fost expusă în fața Muzeului de Științele Naturii.